# Medea de Novara
Medea de Novara (née Herminne Kindle Futcher le 18 avril 1905 à Triesen au Liechtenstein, et morte le 1er novembre 2001 à Cuernavaca au Mexique) est une actrice qui a tourné dans des films mexicains. Elle était mariée au réalisateur mexicain Miguel Contreras Torres. Connue pour sa ressemblance avec l'impératrice Charlotte du Mexique, elle l'a incarnée quatre fois à l'écran. 

## Biographie
En 1925, Herminne Kindle émigre aux États-Unis afin de devenir actrice, sous le nom de Medea de Novara, à Hollywood. Elle rencontre le réalisateur mexicain Miguel Contreras Torres qu'elle épouse en 1936 avant de s'installer, l'année suivante, à Mexico. 
Célèbre pour avoir incarné l'impératrice Charlotte du Mexique, elle connaît cependant son plus grand succès avec Maria-Magdalena, dont elle tient le rôle principal en 1946.
En 1951, son mari achète le château Gutenberg à Balzers au Liechtenstein. Désormais, elle partage sa vie entre le Mexique et son pays natal. Devenue veuve en 1981, elle épouse, en 1983, Boris Reynolds Garcia, de 39 ans son cadet. Elle meurt en 2001 au Mexique.

## Filmographie sélective
Elle apparaît dans les films suivants :
- Soñadores de gloria (1930).
- La noche del pecado (1933).
- Juárez y Maximiliano (1934).
- La Paloma (1937).
- La golondrina (1938).
- The Mad Empress (1939).
- Caballería del imperio (1942).
- Marie-Madeleine (1946).
- Reina de reinas : La Virgen María (1948).